# Ерик тен Хаг
Ерик тен Хаг (хол. Erik ten Hag; Хаксберген, 2. фебруар 1970) јесте холандски фудбалски тренер и бивши играч.

## Играчка каријера
Тен Хаг је играо на позицији централног бека, а наступао је за холандске клубове Твенте, Де Графсхап, РКЦ Валвајк и Утрехт. Највећи успех као играч остварио је с Твентеом током сезоне 2000/01. када је освојен Холандски куп. Такође је био првак Друге лиге Холандије (Ерстедивизије) са Де Графсхап током сезоне 1990/91. Престао је да се активно бави фудбалом када је имао тридесет и две године.

## Тренерска каријера

### Почеци
Године 2012, објављено је да је Тен Хаг постао тренер Го ахед иглса који се тада такмичио у другој лиги.
Тренирао је други тим Бајерна из Минхена у периоду 2013—2015, а наследио га је Хајко Фогел.
На лето 2015. вратио се у Холандију поставши спортски директор и главни тренер Утрехта. Током прве сезоне предводио је клуб до петог места у лиги, а следеће године клуб је заузео четврто место у првенству и тиме осигурао место у квалификацијама за Лигу Европе наредне сезоне.

### Ајакс
Дана 21. децембра 2017, Тен Хаг је именован за новог шефа стручног штаба Ајакса након што је отказ добио Марсел Кејзер. Под његовим вођством, Ајакс је дошао до полуфинала Лиге шампиона 2018/19, по први пут још од 1997. године. Копљаници су најпре у осмини финала поразили у гостима тадашњег браниоца титуле Реал Мадрид са 1 : 4 (код куће је било 1 : 2), а затим у четвртфиналу и Јувентус у гостима са 1 : 2 (код куће је било 1 : 1). У полуфиналу, Ајакс се сусрео с енглеским Тотенхем хотспером. Успео је холандски тим да победи Енглезе с резултатом 1 : 0 на њиховом терену. Међутим, у другој утакмици, играч Тотенхема Лукас Мора постигао је хет-трик чиме је крајњи резултат био 3 : 2, а укупан 3 : 3. Тотенхем се пласирао у финале због правила гола у гостима, а Ајакс је завршио такмичење.
Тен Хаг је први трофеј за Ајакс освојио 5. маја 2019. када је у финалу Купа Холандије 2018/19 побеђена екипа Вилема II. Само десет дана каснија, Ајакс је такође био првак Ередивизије након што је обезбеђена победа над Де Графсхапом од 1 : 4 чиме је освојена дупла круна.
Дана 18. априла 2021, Ајакс је рекордни 20. пут освојио Холандски куп пошто је у финалу био побеђен Витесе с резултатом 2 : 1. Две недеље касније, Тен Хаг је с Ајаксом комплетирао другу дуплу круну будући да је тим из Амстердама, победивши Емен са 4 : 0, одбранио лигашку титулу која је освојена у сезони 2018/2019. Након силних успеха, Ајакс је одлучио да продужи уговор с Ериком тен Хагом на још годину дана, односно до краја сезоне 2022/23.
Дана 16. јануара 2022, Тен Хаг је постао први тренер у историји холандског фудбалског првенства који је успео да најбрже дође до стотину остварених победа. Овај подухват је остварио предводећи Ајакс на само 128 утакмица у лиги.

### Манчестер јунајтед
Тен Хаг је проглашен за новог шефа стручног штаба енглеског Манчестер јунајтеда 21. априла 2022. Сарадња је договорена до 2025, с могућношћу продужења исте на још једну годину.

## Статистика тренерске каријере
Ажурирано 28. октобра 2024.
| Клуб               | Датум доласка      | Датум одласка      | Учинак | Учинак | Учинак | Учинак | Учинак |
| Клуб               | Датум доласка      | Датум одласка      | ОУ     | П      | Н      | И      | П %    |
| ------------------ | ------------------ | ------------------ | ------ | ------ | ------ | ------ | ------ |
| Го ахед иглс       | 1. јул 2012.       | 6. јун 2013.       | 39     | 18     | 11     | 10     | 046,2  |
| Бајерн Минхен II   | 6. јун 2013.       | 22. мај 2015.      | 72     | 48     | 10     | 14     | 066,7  |
| Утрехт             | 23. мај 2015.      | 27. децембар 2017. | 111    | 56     | 26     | 29     | 050,5  |
| Ајакс              | 28. децембар 2017. | 15. мај 2022.      | 215    | 158    | 28     | 29     | 073,5  |
| Манчестер јунајтед | 23. мај 2022.      | 28. октобар 2024.  | 128    | 70     | 23     | 35     | 054,7  |
| Укупно             | Укупно             | Укупно             | 565    | 350    | 98     | 117    | 061,95 |

## Успеси

### Као играч
Де Графсхап
- Ерстедивизија: 1990/91.

Твенте
- Куп Холандије: 2000/01.

### Као тренер
Ајакс
- Ередивизија: 2018/19, 2020/21, 2021/22.
- Куп Холандије: 2018/19, 2020/21.[12]
- Трофеј Јохана Кројфа: 2019.

Манчестер јунајтед
- ФА куп: 2023/24; друго место 2022/23.
- Лигашки куп Енглеске: 2022/23.

### Појединачни
- Награда Ринус Михелс: 2016, 2019, 2021.
- Најбољи фудбалски тренер у избору Фифе: 2019. (4. место)[19]
- Тренер месеца у Премијер лиги: септембар 2022,[20] фебруар 2023,[21] новембар 2023.[22]